# Nakajima (efternamn)
Nakajima eller Nakashima är ett vanligt japanskt efternamn. Namnet betyder "mellanö" och skrivs vanligen 中島, men även skrivningen 中嶋 förekommer.
Efternamnet Nakajima bärs bland annat av följande:
- Emi Nakajima – japansk fotbollsspelare
- Hiromi Nakashima – japansk fotbollsspelare
- Jo Nakajima – japansk fotbollsspelare
- Kazuki Nakajima – japansk fotbollsspelare
- Koji Nakajima – japansk racerförare
- Motohiko Nakajima – japansk fotbollsspelare
- Reiji Nakajima – japansk fotbollsspelare
- Riho Nakajima – japansk konstsimmare
- Satoru Nakajima – japansk racerförare
- Shoya Nakajima – japansk fotbollsspelare
- Shunichi Nakajima – japansk fotbollsspelare
- Taiga Nakajima – japansk fotbollsspelare
- Takanori Nakajima – japansk fotbollsspelare
- Takuma Nakajima – japansk fotbollsspelare
- Yoshio Nakajima – japansk konstnär
- Yuki Nakashima – japansk fotbollsspelare
- Yumi Nakashima – japansk musiker

Liknande namn bärs bland annat även av följande:
- Issey Nakajima-Farran – kanadensisk fotbollsspelare